# Свободное патриотическое движение
Свободное патриотическое движение (СПД) (араб. التيار الوطني الحر‎, at-Tayyār al-Waṭanī al-Horr), также известная как партия Аунистов (араб. التيار العوني‎, at-Tayyār awne) — ливанская политическая партия, возглавляемая Джебраном Басилем. СПД выступает за права ливанских экспатриантов и относительно высокую минимальную заработную плату. Основная поддержка партии исходит от христианской общины Ливана.

## Идеология
Свободное патриотическое движение следует идеологии христианского национализма.

## Возвращение Мишеля Ауна из изгнания
В течение многих лет изгнания Мишель Наим Аун руководил СПД из Парижа. Он вернулся в Ливан 7 мая 2005 года после «Революции кедров», которая вынудила сирийские войска уйти. Аун оспорил выборы в законодательные органы, состоявшиеся в конце мая-начале июня, хотя это поставило его во главе крупнейшей христианской группы депутатов.
Аун также выражал негативное отношение к Революции кедров, которая сама по себе дала ему возможность вернуться в Ливан.

## Выборы 2005 года и подъем «Свободного патриотического движения»
Во время выборов 2005 года СПД разработала детальную политическую программу, которая содержала планы экономических и политических реформ. В результате партия получила поддержку многих ливанских христиан. ФПМ получила 21 место в парламенте и сформировала второй по величине блок в ливанском парламенте. Будучи ведущим христианским блоком после выборов, он присоединился к Альянсу 8 Марта.

## Меморандум о взаимопонимании между СПД и «Хезболлой»
В 2006 году FPM подписало соглашение о взаимопонимании с террористической организацией «Хезболла», налаживая отношения и обсуждая разоружение «Хезболлы», при определённых условиях. Вторым и третьим условием разоружения было возвращение ливанских заключенных из израильских тюрем и разработка оборонной стратегии для защиты Ливана от израильской угрозы. В соглашении также обсуждалась важность установления нормальных дипломатических отношений с Сирией и запроса информации о ливанских политических заключенных в Сирии и возвращения всех политических заключенных и диаспоры из Израиля.

## Ливанские антиправительственные протесты 2006 года
1 декабря 2006 года лидер Свободного патриотического движения Мишель Аун заявил толпе протестующих, что нынешнее правительство Ливана неконституционно, заявив, что правительство «превратило коррупцию в повседневное дело», и призвал правительство уйти в отставку. Сотни тысяч сторонников этой партии, движения «Амаль» и «Хезболла», по данным сил внутренней безопасности (ISF), собрались в центре Бейрута, пытаясь заставить Фуада ас-Синьора отречься от престола.

## Вход в состав правительства
11 июля 2008 года члены СПД, Иссам Абу Джамра в качестве заместителя премьер-министра, Джебран Басиль в качестве министра телекоммуникаций и Марио Аун в качестве министра социальных дел были назначены в состав кабинета министров. Это было первое участие движения в ливанском правительстве.

## Выборы 2009 года
Несмотря на сильное давление прессы и политическую войну направленную против Свободного патриотического движения, результаты выборов 2009 года предоставили партии 27 мест в парламенте. Блок премьер-министра является вторым по величине в ливанском парламенте. СПД получила на 7 мест больше, чем на выборах 2005 года, заработав по меньшей мере втрое больше депутатов от любого другого христианского блока в парламенте из-за географического распределения. Общее количество мест, завоеванных альянсом 8 марта, составило 57 из 128, что привело к победе СПД.

## Формирование правительства
В ноябре 2009 года Свободное патриотическое движение выдвинуло кандидатуры пяти министров для вступления в первое правительство, возглавляемое Саадом Харири. В число пяти министров входили:
- Джебран Басиль — министр энергетики и водных ресурсов
- Шарбель Нахас — министр телекоммуникаций
- Юсеф Сааде — государственный министр
- Авраам Дадаян — министр промышленности
- Фади Аббуд — министр туризма

## OTV
Свободное патриотическое движение запустило свой собственный вещательный канал (OTV) 20 июля 2007 года, затем радиостанцию Sawt Al Mada 1 июня 2009 года.

## Формирование правительства 2011 года
В июне 2011 года блок Перемен и Реформ, возглавляемый Мишелем Ауном, выдвинул одиннадцать министров для присоединения ко второму правительству, возглавляемому Наджибом Микати, получив более чем вдвое больше доли, которую они имели в прежнем правительстве:

#### Министры с портфелями
- Шакиб Кортбави — министр юстиции
- Файез Гон — министр обороны
- Джебран Басиль — министр энергетики
- Николя Сеньоуи — министр телекоммуникаций
- Вреж Сабунджян — министр промышленности
- Фади Аббуд — министр туризма
- Шарбель Нахас — министр труда
- Габи Лаюн — министр культуры
- Марван Шарбель — министр внутренних дел и муниципалитетов

#### Министры без портфеля
- Салим Караме
- Панос Манджиан

## Формирование правительства в 2014 году
В феврале 2014 года блок Перемен и Реформ во главе с Мишелем Ауном выдвинул кандидатуры четырех министров для присоединения к правительству национального единства во главе с премьер-министром Тамамом Саламом. В Свободном Патриотическом Движении было два министра:
- Джебран Басиль — министр иностранных дел и экспатриантов (Свободное патриотическое движение)
- Элиас Бу Сааб — министр образования (Свободное патриотическое движение)
- Артур Назарян — министр энергетики (партия Ташнаг)
- Ронни Арайджи — министр культуры (Движение Марада)

## Выборы лидера партии 2015 года
17 августа 2015 года генерал Мишель Аун избрал министра Джебрана Басиля новым лидером Свободного патриотического движения. Выборы не проводились, поскольку это могло привести к расколу партии, и поэтому Ален Аун отказался от своей кандидатуры, чтобы назначить Басиля новым лидером. 28 февраля партия избрала членов его Политбюро: Мирей Аун, Наджи Хайек, Джимми Джаббур, Риндала Джаббур, Нааман мрад, Зиад Наджар.

## Избрание генерала Мишеля Ауна президентом Ливана
Лидер Ливанских Вооруженных Сил (ЛВС) Самир Гиагия и основатель Свободного патриотического движения (СПД) депутат парламента Мишель Аун перевернули историческую страницу в межхристианских отношениях, когда бывший кандидат в президенты 14 марта официально одобрил в понедельник кандидатуру Ауна на пост президента .
«Я объявляю после долгих обсуждений, обсуждений и дискуссий между членами исполнительного органа Ливанских сил, что мы одобряем кандидатуру [бывшего] генерала Мишеля Ауна на пост президента», — сказал Гиагиа на совместной пресс- конференции со своим соперником 8 Марта.
Выступая из штаб-квартиры ЛВС в Маарабе, где он встретился с Ауном незадолго до пресс-конференции, Гиагиа зачитал соглашение из 10 пунктов, в котором кратко излагались ключевые пункты декларации о намерениях, заключенной между ЛВС и ФПМ в июне.
Приверженность выполнению Таифского соглашения, необходимость остановить поток оружия и боевиков через ливанско-сирийскую границу в обоих направлениях, ратификация нового избирательного закона и соблюдение международных резолюций были одними из ключевых пунктов, согласованных между Ливанскими Вооруженными Силами и Свободным Патриотическим Движением, сказал Гиагиа.
Пока он читал ключевые моменты своего понимания с Ауном, Гиагия на мгновение остановилась, чтобы рассказать анекдот. Лидер ЛВС с юмором попросил Ауна призвать своего зятя, министра иностранных дел Джебрана Басиля, действовать в соответствии с шестым пунктом их соглашения.
Гиагиа имел в виду свое понимание с бывшим генералом по поводу «необходимости принятия независимой внешней политики, гарантирующей интересы Ливана и соответствующей международному праву».
Со своей стороны, Аун поблагодарил Гиагиу за поддержку и сказал, что он протянет свои руки всем политическим партиям.
Официальное одобрение Гиагией кандидатуры Ауна дало бы значительный толчок для президентских выборов бывшего генерала, но остается неясным, как будущее движение отреагирует на эту инициативу.
Перед своим прибытием в штаб-квартиру ЛВС Аун встретился с маронитским Патриархом Бехарараем, который неоднократно заявлял о своей поддержке инициатив, направленных на выход из президентского тупика.
«Мы пришли сообщить патриарху об этом соглашении», — сказал Аун в Маронитской церкви.